# Vacharaporn Munkit
Vacharaporn Munkit (Thai: วัชราภรณ์ มั่นกิจ; * 2. Juli 1987) ist eine thailändische Badmintonspielerin. 2011 trat sie unter dem Namen Punyada Munkitchokecharoen (ปัญญดา มั่นกิจโชคเจริญ) an, seit 2012 als Peeraya Munkitamorn (พีรญา มั่นกิจอมร).

## Sportliche Karriere
Bei der Asienmeisterschaft 2010 gewann Vacharaporn Munkit Bronze im Damendoppel mit Savitree Amitrapai. Ebenfalls Bronze holten sie sich bei den Südostasienspielen 2009. Bei der Weltmeisterschaft des gleichen Jahres schieden sie jedoch in der ersten Runde aus.